# دریاچه تساگان بوروگ
دریاچه تساگان بوروگ (انگلیسی: Tsagaan Buurug Lake) یک دریاچه در اردنماندال، استان آرخانگای، مغولستان است.